# 核タンパク質
核タンパク質（かくタンパクしつ、英: nucleoprotein）は、構造的に核酸（DNAあるいはRNA）と結合しているタンパク質。典型例としてクロマチンを形成するヒストンのタンパク質群が挙げられる。テロメラーゼ、RNP(en:RNP)、プロタミンも核タンパク質である。